# روبرت مولر
روبرت سوان مولر الثالث (من مواليد 7 أغسطس 1944) هو محام أمريكي شغل منصب المدير السادس لمكتب التحقيقات الفيدرالي من 2001 إلى 2013. جمهوري، تم تعيينه من قبل الرئيس جورج دبليو بوش؛ أعطى الرئيس باراك أوباما فترة ولايته الأصلية لمدة عشر سنوات تمديدا لمدة عامين، مما يجعله أطول مدير مكتب التحقيقات الفيدرالية خدمة منذ إد إدوارد هوفر. وهو حالياً رئيس لجنة التحقيق الخاصة في التدخل الروسي في انتخابات الولايات المتحدة الأمريكية 2016 والمسائل ذات الصلة.
خرج مولير من جامعة برينستون، وعمل كضابط في سلاح مشاة البحرية خلال حرب فيتنام، ميدالية النجم البرونزى للبطولة وميدالية القلب الأرجواني. بعد تخرجه من كلية الحقوق بجامعة فيرجينيا (1973)، عمل في شركة خاصة في سان فرانسيسكو لمدة ثلاث سنوات حتى تم تعيينه في منصب مساعد النائب العام (AUSA) في نفس المدينة. قبل تعيينه كمدير لمكتب التحقيقات الفدرالي، شغل مولير منصب المدعي العام للولايات المتحدة، ونائبًا مساعدًا للولايات المتحدة في القسم الجنائي، ونائبًا للمدعي العام بالوكالة بالوكالة.
في مايو 2017، تم تعيين مولر من قبل نائب المدعي العام رود روزنشتاين كمستشار خاص يشرف على التحقيق المستمر في التدخل الروسي في انتخابات 2016 الرئاسية في الولايات المتحدة والمسائل ذات الصلة، بما في ذلك أي روابط بين الحكومة الروسية وحملة دونالد ترامب.

## الحياه المبكرة والتعليم
ولد مولر في مستشفى الأطباء في حي مدينة نيويورك في مانهاتن وهو أول طفل لـ
-1916)2007) اليس سى روديل (2007-1920) وروبرت سوان مولر جونيور
لديه أربعة أخوات أصغر سناً: سوزان، ساندرا، جوان وباتريسيا. كان والده مسؤولًا تنفيذيًا في شركة دوبونت التي عمل بها ضابطًا في البحرية في مسارح المحيط الأطلسي والمتوسط خلال الحرب العالمية الثانية.
مولر هو من أصل ألماني وإنجليزي واسكتلندي. كان جده الأب غوستاف أ. مولر طبيبا بارزا في بيتسبيرج وقد هاجر والده أغسطس سى اى مولر إلى الولايات المتحدة عام 1855 من مقاطعة بوميرانيا في مملكة بروسيا (وهي دولة تاريخية شملت أراضيها الأرض الآن جزء من ألمانيا وغرب بولند). ومن جانب امه فهو حفيد الأكبر للمدير التنفيذى للسكك الحديدية وليام ترويسدال.
نشأ مولير في برينستون في نيو جيرسي حيث التحق بمدرسة برنستون كونتري داي التي تعرف الآن باسم مدرسة برينستون داي. بعد أن أنهى الصف الثامن انتقلت عائلته إلى فيلادلفيا بينما ذهب مولر بنفسه لحضور مدرسة سانت بول في كونكورد في نيو هامبشاير حيث كان هو كابتن فريق كرة القدم والهوكي وفرق اللاكروس وفاز بميدالية جوردون كأفضل مدرسة رياضي في عام 1962.
ذهب مولر للدراسة في جامعة برينستون حيث استمر في لعب لعبة اللاكروس وحصل على بكالوريوس الاداب في السياسة مع أطروحة عليا حول الاختصاص القضائي في قضايا جنوب غرب أفريقيا في عام 1966. حصل مولر على درجة الماجستير في العلاقات الدولية من جامعة نيويورك في عام 1967 قبل اكماله لدراسته الجامعية.
في عام 1968 انضم مولر إلى سلاح مشاه البحرية الأمريكية وقد استشهد بوفاة زميله ديفيد سبنسر هاكيت في حرب فيتنام كتأثير على قراره بمتابعة الخدمة العسكرية من زميله في المدرسة قائلا «أحد الأسباب التي دفعتني للانضمام لمشاة البحرية هو أننا فقدنا صديقًا جيدًا جدًا، أحد أفراد مشاة البحرية في فيتنام، والذي كان قبل عام من عملي في برينستون. كان هناك عدد منا شعر بانه يجب ان نتبع مثاله ونذهب على الاقل إلى الخدمة. وبدا الامر من هناك». كان هاكيت ملازم أول في مشاة البحرية في سلاح المشاة وقتل في عام 1967 في مقاطعة كوانغ ترو بنيران الأسلحة الصغيرة.

بعد الانتهاء من خدمته العسكرية انضم مولر إلى كلية الحقوق بجامعة فيرجينيا حيث عمل في
و تخرج عام 1973.“Virginia law review” مجلة

## خدمة سلاح البحرية
قبل مولر لتدريب الضباط في مشاة البحرية الأمريكية في عام 1968، وحضر التدريب في جزيرة باريس، ومدرسة اعداد الضباط، ومدرسة حرس الحدود، ومدرسة القفز بالجيش.
تم ارساله الي جنوب فيتنام حيث عمل كقائد فصيلة بندقية مع الفصيلة الثانية وشركة اتش والكتية الثانية والمارينز الرابع وقسم البحرية الثالثة. في 11 ديسمبر 1968و خلال مئمورية في عملية اسكتلندا الثانية حصل علي النجم البرونزي بتميز في من اجل الشجاعة القتالية لانه انقذ جندي مشاه تحت نيران العدو خلال كمين استشتهد فيه نصف فصيلته. وفي نيسان / أبريل 1969، تلقى جرحًا من عدو في فخذه، ثم تعافي وعاد ليقود فصيتله حتى يونيو 1969. لخدمته في حرب فيتنام وأثناءها، تشمل زخارفه وجوائزه العسكرية: ميدالية النجم البرونزي بتميز في وميدالية القلب الأرجواني واثنان من الميداليات البحرية ووسام البحرية بتميز في وشريطة مكافحة العمل ووسام خدمة الدفاع الوطني ووسام الخدمة في فيتنام مع ثلاث نجوم الخدمة ووسام الشجاعة لجمهورية فيتنام ووسام جمهورية فيتنام للحملات وشارة المظليين.
. في النهاية أصبح مويلر مساعدًا لقائد البحرية الثالثة في اللواء البحري، اللواء ويليام ك. جونز، حيث «ساهم بشكل كبير في علاقة» جونز مع ضباط آخرين، وفقًا لأحد التقارير.
وقال مولر عن خدمته في فيتنام "أعتبر نفسي محظوظة بشكل استثنائي لأنني خرجت منها. كان هناك الكثير - الكثير - الذين لم يفعلوا ذلك. وربما لأنني نجوت من فيتنام، لطالما شعرت بأنني مضطر للمساهمة.
بعد عودته من فيتنام، تم وضع مويلر لفترة وجيزة في هندرسون هول قبل ان يغادر الخدمة الفعلية في أغسطس 1970 وقد تم ادخاله في قاعة مشاهير رانجر عام 2004

## مسيرته القانونية
عمل مولر كمقاضي فيشركة بيلسبري وماديسون وسوترو في سان فرانسيسكو بعد حصوله على درجة الدكتوراه في القانون عام 1973 من كلية الحقوق بجامعة فيرجينيا، حتى عام 1976. ثم عمل لمدة 12 عامًا في مكاتب المحاماة بالولايات المتحدة. عمل أولاً في مكتب المدعي العام لمنطقة شمال كاليفورنيا في سان فرانسيسكو، حيث تولى منصب رئيس القسم الجنائي، وفي عام 1982 انتقل إلى بوسطن للعمل في منصب مساعد المدعي العام في مقاطعة ماساشوستس بالولايات المتحدة، وهناك قام بالتحقيق وملاحقة قضايا الاحتيال المالي، والإرهاب والفساد العام، بالإضافة إلى مؤامرات المخدرات وغاسلي الأموال الدوليين.
 عاد مولر إلى الخدمة الحكومية في عام 1989 بعد عمله كشريك في شركة هيل وبارلو للمحاماة ببوسطن. وخدم في وزارة العدل بالولايات المتحدة كمساعد للمدعي العام ديك ثورنبرج وكنائب للمدعي العام جيمس بيكر، الذي عمل معه في مسائل تخص الأمن القومي، فقال جيمس عن ميولر أنه يمتلك «... تقدير للدستور وسيادة القانون». وفي العام التالي تولى ميولر مسؤولية الشعبة الجنائية بوزارة العدل. وخلال فترة ولايته، أشرف على الملاحقات القضائية من ضمنها قضية مانويل نورييغا زعيم بنما وايضَا حادث الطائرة (بان ايه إم رحلة 103) الذي عرف بحادث لوكربي. وكان هو من أشرف علي التحقيق المعتلق بجون جوتي زعيم عائلة جامبينو. وتم انتخاب ميولر كعضو زميل في جمعية الكلية الأمريكية للمحامين عام 1991.
في عام 1993، أصبحت مولر شريكًا بشركة هال ودور في بوسطن، وتخصص في الدعاوي القضائية المتعلقة بجرائم أصحاب المهن المرموقة اجتماعيا وهي معروفة باسم جرائم ذوي الياقات البيضاء. وعاد مولر إلى الخدمة العامة في عام 1995 كمحامي لرفع القضايا في قسم جرائم القتل في مكتب النائب العام بمقاطعة كولومبيا الأمريكية. في عام 1998، تم تعيين مولير في منصب المدعي العام للمنطقة الشمالية في كاليفورنيا وتولى هذا المنصب حتى عام 2001.

## رئيس مكتب التحقيقات الفيدرالية
رشح جورج دبليو بوش مولر لمنصب مدير مكتب التحقيقات الفيدرالي في 5 يوليو 2001. [30] وكان هناك مرشحان آخران لهذا المنصب وهما محامي واشنطن جورج تيرويجلير ودان ويب المخضرم المدعي العام لولاية شيكاغو ومحام الدفاع في جرائم ذوي الياقات البيضاء. ولكن لطالما كان مولر المرشح الأوفر حظًا. [31] خرج المرشحان الأخران من عين الاعتبار بحلول منتصف شهر يوليو. وعلي الوجه الآخر تم تحديد جلسات استماع للتصديق للمرشح ميولر أمام اللجنة القضائية التابعة لمجلس الشيوخ. وكانت جلسة ميولر قبل ثلاثة أيام من ميعاد جراحته لسرطان البروستاتا. [32][33]
 اختار مجلس الشيوخ بالإجماع مولر كمدير لمكتب التحقيقات الفدرالي في 2 أغسطس 2001، وصوت 98-0 لصالح تعيينه. [34] وظل مولر في منصب نائب المدعي العام لوزارة العدل الأمريكية لعدة أشهر قبل أن يصبح رسميا مدير مكتب التحقيقات الفيدرالية في 4 سبتمبر 2001، وبذلك يكون تعينه سابق لهجمات 11 سبتمبر على مركز التجارة العالمي بأسبوع واحد. [6] 
في 11 فبراير 2003، قبل شهر واحد من الغزو الذي قادته الولايات المتحدة ضد العراق، أدلى مولر بشهادته أمام لجنة مجلس الشيوخ المختارة المعنية بالمخابرات. أخبر مولر الرأي العام الأمريكي بأن «السبع دول المصنفة كدول راعية للإرهاب - إيران والعراق وسوريا والسودان وليبيا وكوبا وكوريا الشمالية - نشطة في الولايات المتحدة وتواصل دعم الجماعات الإرهابية التي استهدفت الأمريكيين. وكما أوضح المدير تينيت، فالوزير باول قدم في الأسبوع الماضي دليلاً على أن بغداد فشلت في نزع أسلحة الدمار الشامل الخاصة بها، وكان هذا عمدًا فبغداد تحاول التملص من المجتمع الدولي وخداعه، ويكمن قلقنا في أن صدام حسين قد يمد الإرهابيين بالأسلحة البيولوجية والكيميائية. أو بمواد إشعاعية».

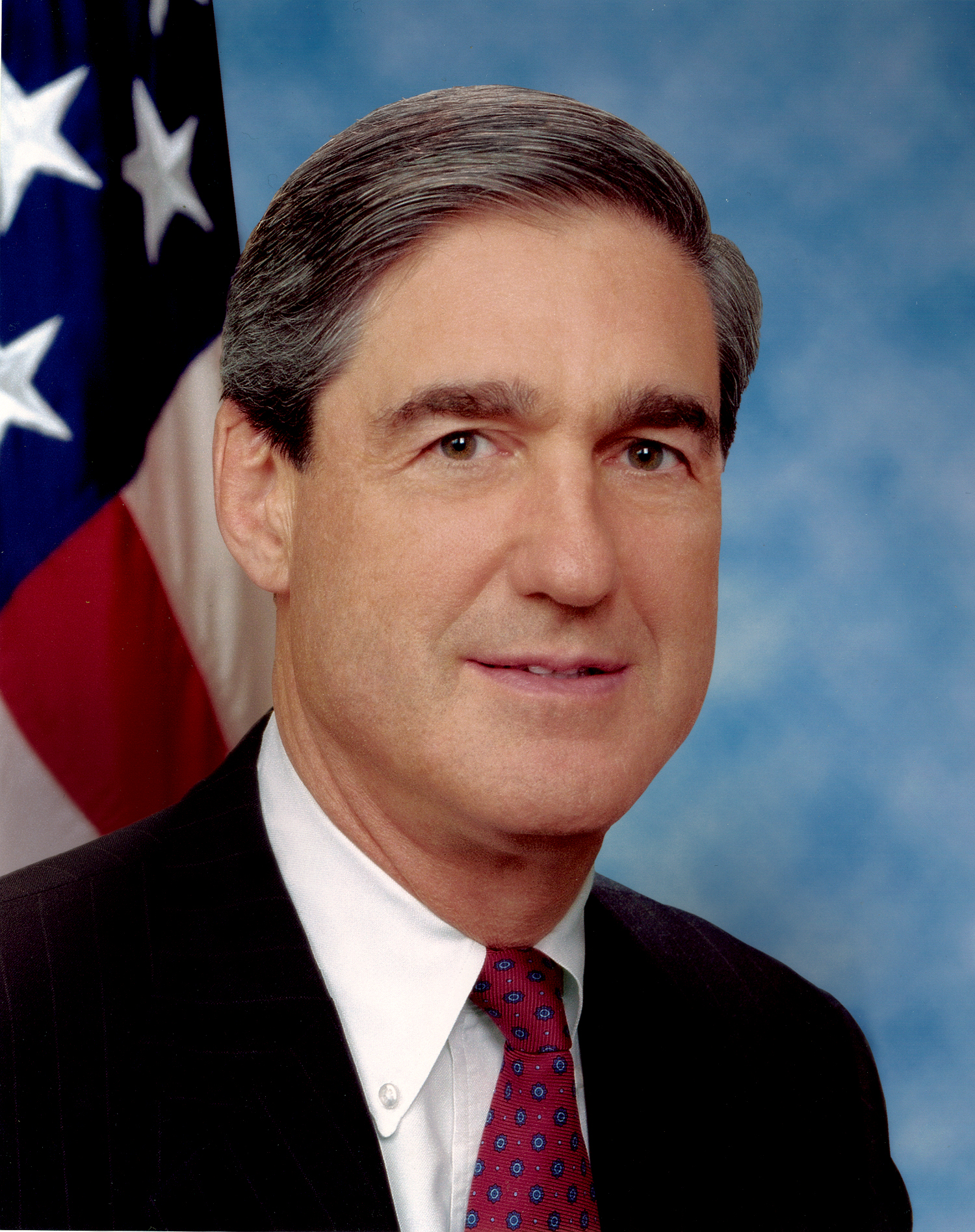
صورة رسمية ، حوالي عام 2001

أكد مجلس الشيوخ بالإجماع مولر كمدير لمكتب التحقيقات الفدرالي في 2 أغسطس 2001، وصوت 98-0 لصالح تعيينه. كان قد شغل سابقا منصب نائب المدعي العام لوزارة العدل الأمريكية (DOJ) لعدة أشهر قبل أن يصبح رسميا مدير مكتب التحقيقات الفيدرالية في 4 سبتمبر 2001، قبل أسبوع واحد فقط من هجمات 11 سبتمبر على مركز التجارة العالمي.

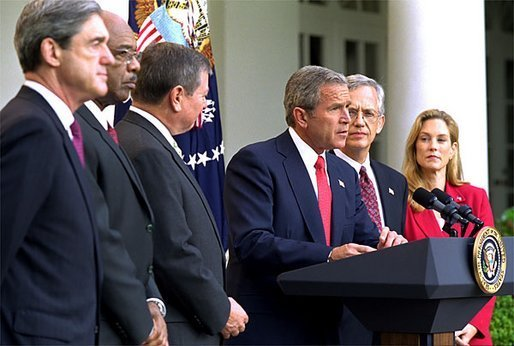
مولر مع الرئيس جورج بوش والمدعي العام جون اشكروفت ، 6 أغسطس 2002

في 11 فبراير 2003، أي قبل شهر واحد من الغزو الذي قادته الولايات المتحدة للعراق، أدلى مولر بشهادته أمام لجنة اختيار مجلس الشيوخ المختارة. أخبر مولر الرأي العام الأمريكي بأن "حتى الدول التي تم تصنيفها كدول راعية للإرهاب - إيران والعراق وسوريا والسودان وليبيا وكوبا وكوريا الشمالية - تظل نشطة في الولايات المتحدة وتواصل دعم الجماعات الإرهابية التي استهدفت الأمريكيين". وكما أوضح المدير تينيت، فقد قدم الوزير باول في الأسبوع الماضي دليلاً على أن بغداد فشلت في نزع أسلحة الدمار الشامل الخاصة بها، وأن تحاول عمداً التملص من المجتمع الدولي وخداعه، ويهمنا بشكل خاص أن صدام حسين قد يمد الإرهابيين بالبيولوجية والكيميائية. أو مادة إشعاعية ".و من اجل القاء الضوء على هذا القلق ففي فبراير 2003 كتبت الموظفة الخاصة في مكتب التحقيقات الفيدرالي كولن رولي رسالة مفتوحة إلى مولر خذرت فيها رئيسها من ان المكتب لن يتمكن من وقف طوفان الإرهاب الذي من المحتمل ان يشق طريقنا وفي اعقاب ذلك حدث هجوم على العراق.
و شجعها مولر على مشاركة مخاوفها مع الرئيس والمدعي العام، وفي 10 مارس 2004 بينما كان المدعي العام للولايات المتحدة جون اشكروفت في مستشفي جامعة جورج واشنطن لعملية المرارة، تلقى كومي مكالمة هاتفية من زوجة اشكروفت تبلغه فيها ان رئيس هيئة موظفي البيت الابيض اندرو كارد والمستشار البيرتو غونزالى كانوا على وشك زيارة اشكروفت لاقناعه بتجديد برنامج التنصت في اطار برنامج مراقبة الإرهاب الذي تعتبره وزارة العدل غير قانوني. وقد رفض اشكروفت ان يوقع عليه وهذا التصرف يعتبر عكس ما قام به من قبل حيث انه وافق سابقا.
و لكن على اية حال فقد قام البيت الابيض بتجديد البرنامج في اليوم التالي.
و قد قام مولر ونائب المدعي العام بتهديد جيمس كومي بالاستقالة، ومن بعد عقد اجتماعات فردية في غاية الخصوصية في 12 مارس 2004 مع مولر وكومي في البيت الابيض، وافق الرئيس بوش على تغيير وتجديد هذا البرنامج ودعمه وذلك ارضاء لمخاوف اشكروفت ومولر وكومي 

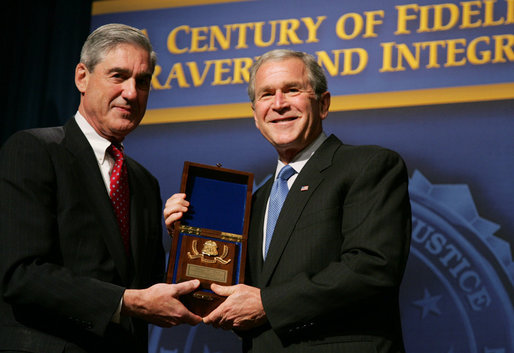
الرئيس بوش مُقدم بوثيقة شرف فخري من مكتب التحقيقات الفدرالي (FBI) ، 2008

و كمدير، منع موظفي مكتب التحقيقات الفيدرالي مولر من المشاركة في عمليات الاستجواب المحسنة مع وكالة المخابرات المركزية. وقد قام مولر بالدفاع عن المحامي الذي يدعى توماس ويلنر الذي تعرض للهجوم بسبب دفاعه عن الكويتيين، وجاء دفاع مولر عنه عندما وقف ورفع كاسه قائلا: «نخب توم ويلنر فانه يفعل ما يجب على كل أمريكي القيام به», وبالرغم من ذلك فقد تراجع البيت الابيض مشجعا اساليب أكثر نشاطا لملاحقة واستجواب المشتبه بهم في عمليات الإرهاب.
و عندما طلب بوش من مولر جمع والقبض على المزيد من الارهابيين في الولايات المتحدة، اجابه مولر قائلا بانه:«إذا كانوا مجرد مشتبة بهم ولم يرتكبوا أي جريمة اذن فمن الصعب تحديد مكانهم والقبض عليهم». وقد اعترض نائب الرئيس ديك تشيني قائلا بان:«هذا ليس شيئا مرضي تماما حيث قيل هذا الكلام من قبل من مكتب التحقيقات الفيدرالية».
في مايو 2011، طلب الرئيس باراك أوباما من مولر الاستمرار في تولي رئاسة مكتب التحقيقات الفيدرالي لمدة سنتين إضافيتين بعد فترة ولايته العادية التي تبلغ 10 سنوات، والتي كانت ستنتهي في 4 سبتمبر 2011. وقد وافق مجلس الشيوخ على هذا الطلب في 27 يوليو 2011.. في 4 سبتمبر 2013، تم استبدال مولر بجيمس كومي
وفي يونيو 2013، دافع مويلر عن برامج مراقبة المركز القومي للأمن في شهادة أمام لجنة قضائية تابعة لمجلس النواب.وقال إن برامج المراقبة يمكن أن «تخرج» هجمات 11 سبتمبر. ولكن عارض عضو الكونغرس جون كونيرز قائلا: «أنا لست مقتنعا بأن هذا يجعل منه شيء مضمون لجمع كل المكالمات.» كما شهد مولر أن برامج المراقبة الحكومية قد امتثلت «بالكامل مع القانون الأمريكي ومع الحقوق الأساسية التي يضمنها الدستور.» ثم اضاف قائلا: «إننا نتخذ جميع الخطوات اللازمة بان يكون ادوارد سنودين المسئول عن هذه الإفشاءات.» واما في 19 يونيو 2017 في قضية ارار واشكروفت، تم حماية مولير، بالإضافة إلى اشكروفت والمفوض
في 19 يونيو / حزيران 2017، في قضية عرار ضد أشكروفت، تم حماية Mueller ، بالإضافة إلى أشكروفت ومفوض خدمات الهجرة والتجنيس السابق جيمس دبليو. زيجلار وآخرين، من المسؤولية المدنية من قبل المحكمة العليا للاحتجاز بعد 11 سبتمبر من المسلمين بموجب السياسات ثم وضعت في مكانها.

## العودة للقطاع الخاص

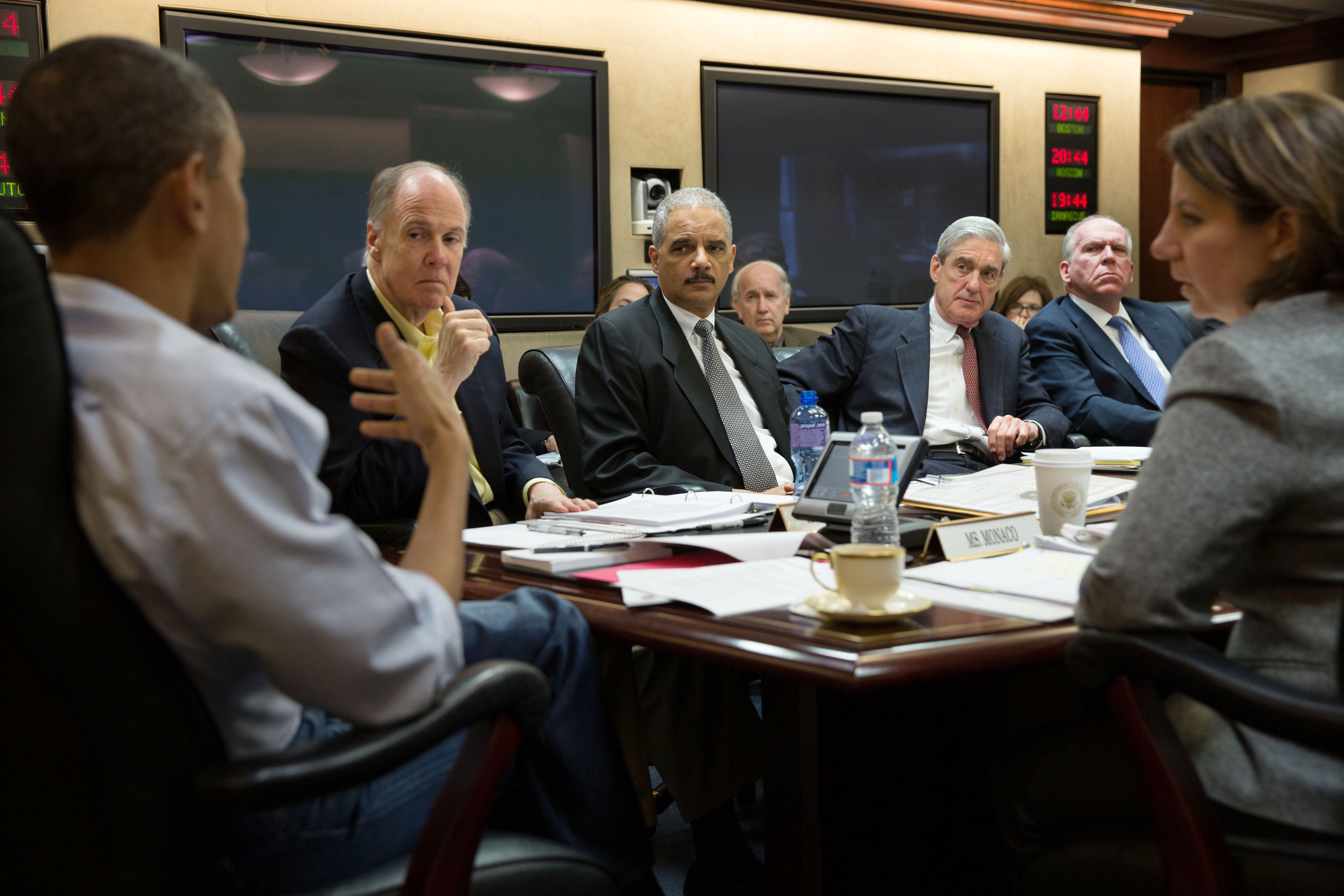
مولر في البيت الأبيض في أبريل 2013 يناقش تفجير ماراتون بوسطن ، مع (من اليسار) الرئيس أوباما ، مستشار الأمن القومي توم دونيلون ، المدعي العام إريك هولدر ، مدير وكالة المخابرات المركزية جون برينان ، وليزا موناكو ، مساعد الرئيس لشؤون الأمن الداخلي ومكافحة الإرهاب

بعد مغادرته مكتب التحقيقات الفيدرالية ف عام 2013, ق قام مولر بالمل لمدة عام كاستاذ مستشار وايضا محاضر لمحاضرة «ارثر وفرانك باين» الشهيرة في جامعة ستانفورد، حيث ركز على المشكلات المتعلقة بالأمن الشبكي.
    بالإضافة إلى ادواره التكلمي والتعليمي، التحق مولر بشركة الحقوق «ويلمر هيل» كشريك في مكتبها في العاصمة واشنطن عام 2014. بغض النظر عن كل الادوار في الشركة، قد رأي مولر التحقيق المنفرد في سلوك «الأتحاد الوطني لكرة القدم», حين ظهر ذلك الفيديو الذي يظهر لاعب الأتحاد الوطني لكرة القدم «راي رايس» يتهجم على خطيبته. في يناير عام 2016, عُين مولر كمدير للتسوية في مركز دعاوي المستهلك في الولايات المتحدة في فضيحة «انبعاثات شركة فولكسفاجن», وفي الحادي عشؤ من مايو من عام 2017, نتج عن هذه الفضيحة 11.2 مليار دولار لحماية المستهلك.
في التاسع عشر من أكتوبر من عام 2016, بدأ مولرمراجعة خارجية «للأمن والأشخاص وإدارة الأجرائات والتدريبات» في المتعاقد مع الحكومة «بوز آلين هاميلتون» بعد ان اتهم موظف بسرقة معلومات هائلة من الوكالة القومية للأمن. في السادس من إبريل 2017, لقد تم تعيينه كمدير خاص للأنفاقات ل 850 مليون دولار و 125 مليون دولار لصناع ومستهليكن السيارات، المتأثرة باكياس هواء تاكاتا المعرضة للتمزق. استلم مولر في العام 2016 دائزة «ثاير» للخجممة العمة من اكادمية جيش الولايات المتحدة الأمريكية. في يونيو عام 2017, استلم جائزة «بايكر» لمساهاماته في الأمن القومي والأستخباراتي من الجهة الغير قابلة للربح من لاتحاد القومي للأمن القومي للأستخباراتي
    استلم مولر في العام 2016 دائزة «ثاير» للخجممة العمة من اكادمية جيش الولايات المتحدة الأمريكية. في يونيو عام 2017, استلم جائزة «بايكر» لمساهاماته في الأمن القومي والأستخباراتي من الجهة الغير قابلة للربح من لاتحاد القومي للأمن القومي للأستخباراتي.

## مستشار خاص لوزارة العدل
في 16 مايو 2017 أجرى مولر مقابلة مع الرئيس ترامب للعمل كمدير لمكتب التحقيقات الفيدرالي ولكن لم يوظف ترامب مولر وقدم على الفور تعليقات يريدها أن تسير باتجاه جديد - شخص لم يكن في المنصب من قبل- . في اليوم التالي 17 مايو 2017 عين نائب المدعي العام رود روزنشتاين مولر للعمل كمستشار خاص في وزارة العدل الأمريكية. وبهذه الصفة، يشرف مولر على التحقيق في «أي روابط أو تنسيق بين الحكومة الروسية والأفراد المرتبطين بحملة الرئيس دونالد ترامب وأي أمور تنشأ أو قد تنشأ مباشرة من التحقيق».
حصل تعيين مولر للإشراف على التحقيق على الفور على دعم واسع النطاق من كل من الديمقراطيين والجمهوريين في الكونغرس. وقال السناتور تشارلز شومر: "المدير السابق مويلر هو بالضبط الشخص المناسب لهذا المنصب. لدي الآن ثقة أكبر بكثير بأن التحقيق سيتبع الحقائق أينما كانت تقود". صرح السيناتور روب بورتمان، "السابق في ال اف بي أي:"مولر هو مؤهل جيدا للإشراف على هذا التحقيق". صرح نيوت جينجريتش، رئيس مجلس النواب الجمهوري السابق والمعلق السياسي المحافظ البارز، عبر تويتر بأن "روبرت مولر خيار رائع ليكون مستشارًا خاصًا. سمعته لا تشوبها شائبة من أجل النزاهة والكرامة ". بسرعة للإشارة إلى وجود تضارب مصالح مزعوم. "القانون الاتحادي لا يمكن أن يكون أكثر وضوحا - مولر معرض للخطر بسبب تضاربه الواضح في الاهتمام بكونه قريب من جيمس كومي"، قال النائب ترنت فرانكس، الذي دعا لأول مرة إلى مولير للتنحي خلال الصيف، في تصريح ل فوكس نيوز "إن ظهور الصراع كافٍ لوضع مولير في موضع انتهاك للقانون. ... كل الاكتشافات في الأسابيع الأخيرة تجعل القضية أقوى".

عند تعيينه كمستشار خاص، استقال مويلر وزميلين له (عميل سابق في مكتب التحقيقات الفيدرالي آرون زيبلي، ومساعد خاص سابق للمدعي العام في قوة المدعي الخاص ووترغيت جيمس ل. كوارلز الثالث) من ويلمرهيل. في 23 مايو 2017، أعلن خبراء الأخلاق بوزارة العدل الأمريكية أنهم قد أعلنوا أن مولر قادر أخلاقياً على العمل كمستشار خاص. الناطق الرسمي للمحامي الخاص هو بيتر كار، الذي أخبر شبكة ان بي سي نيوز أن مولر قد قام بدور نشط في إدارة التحقيق. في مقابلة مع وكالة أسوشيتد برس، قال روزنشتاين إنه سوف يتنصل من الإشراف على مولر، إذا كان هو نفسه سيصبح موضوعًا في التحقيق بسبب دوره في إقالة جيمس كومي.
في 14 يونيو 2017، ذكرت صحيفة واشنطن بوست أن مكتب مولر يحقق أيضا في قضية الرئيس ترامب شخصيا حول احتمالية عرقلة العدالة، في إشارة إلى التحقيق الروسي. تم استجواب التقرير من قبل محامي الفريق القانوني ل ترامب«جاي سيكولو»، الذي قال في 18 يونيو / حزيران في برنامج «مقابلة مع شبكة» إن بي سي: «الرئيس لم يكن قيد التحقيق بسبب العرقلة»، بسبب الدور المركزي عائلة ترامب في الحملة، والانتقال، والبيت الأبيض، صهر الرئيس جاريد كوشنر، يخضع أيضاً لتدقيق خاص من مولر. وفي يونيو أيضاً، أمر ترامب بإطلاق النار على روبرت مولر، لكنه تراجع عن ذلك عندما هدد مستشار البيت الأبيض دون مكغان بالانسحاب. 

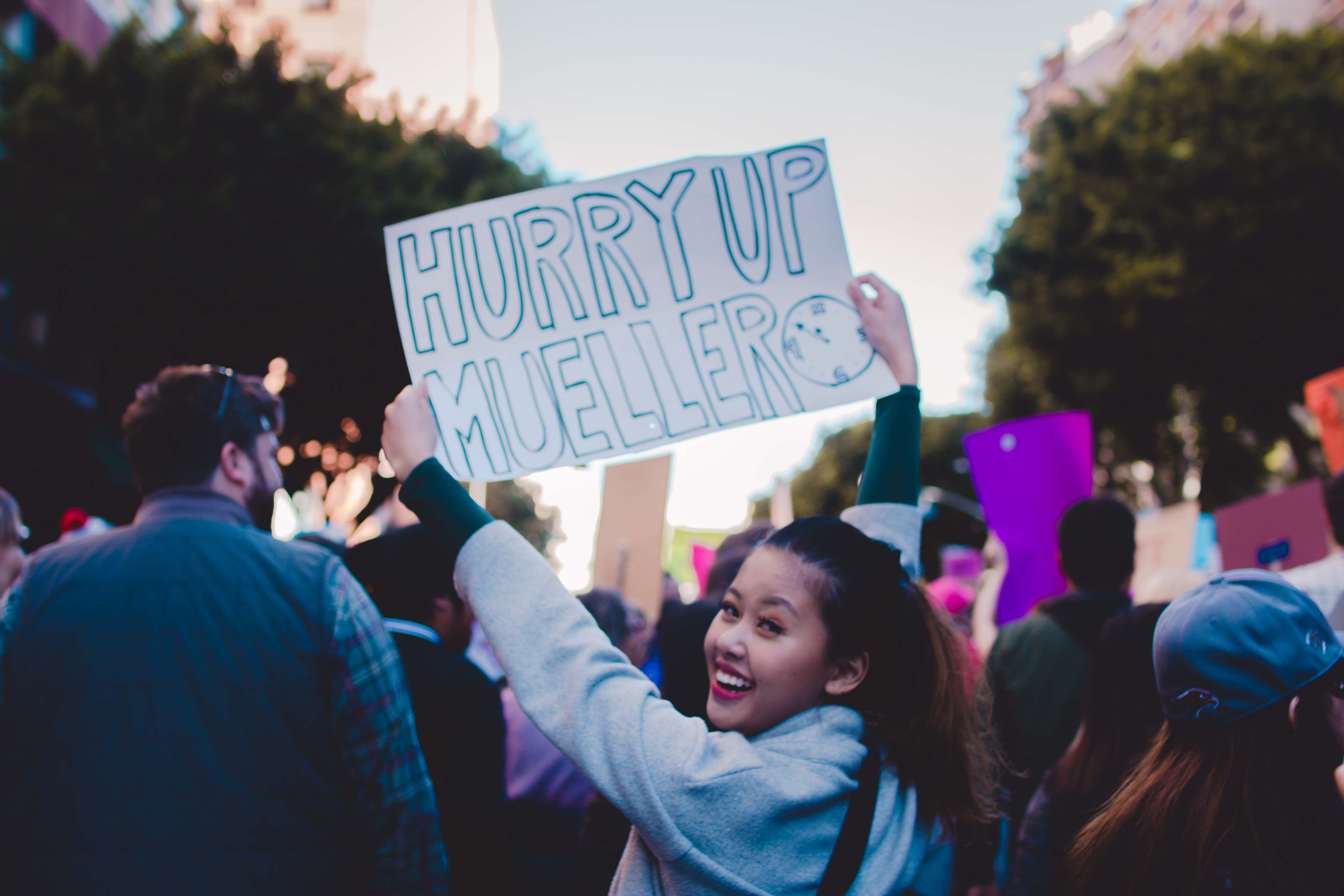
"أسرع يا مولر!" إشارة مسيرة المرأة في لوس أنجلوس ، يناير 2018

خلال مناقشة حول الأمن القومي في مؤتمر الأمن في أسبن، في 21 يوليو 2017، أعاد مدير وكالة الاستخبارات المركزية السابق جون برينان تأكيد دعمه لمولر ودعا أعضاء الكونجرس إلى مقاومة ترامب ما إذا أطلق النار علي مولر. كما قال إنه «من واجب بعض المسؤولين التنفيذيين في الفرع أن يرفضوا تنفيذ بعض هذه الأوامر التي تتعارض مرة أخرى مع ما يدور حول هذا البلد.» بعد إطلاق النار علي بيتر سترزوك، محقق لمولر، عن التحيز المزعوم، السناتور مارك وارنر، العضو في لجنة اختيار مجلس الشيوخ الأمريكي المختار في الاستخبارات في خطاب ألقاه في 20 ديسمبر 2017 قبل مجلس الشيوخ حذر من أزمة دستورية إذا قتل الرئيس ترامب مولر.
في 30 أكتوبر 2017، رفعت مولر اتهامات ضد بول مانافورت وريك جيتس. وتشمل التهم الاثنتا عشرة التآمر على غسل الأموال، وانتهاك قانون تسجيل الوكلاء الأجانب لعام 1938 باعتباره عميلاً غير مسجَّل لمدير أجنبي، وكذبة، ومضللة، وتصادر بيانات عمل وكلاء، والتآمر ضد الولايات المتحدة
في 1 كانون الأول / ديسمبر 2017، توصل مويلر إلى اتفاق مع مستشار الأمن القومي السابق مايكل فلاين، الذي أقر بأنه مذنب في تقديم شهادة زور إلى مكتب التحقيقات الفيدرالي حول اتصالاته مع السفير الروسي سيرغي كيسلياك. كجزء من مفاوضات فلين، لا يُتوقع توجيه اتهام إلى نجله، مايكل جي. فلين، وفلين على استعداد للإدلاء بشهادته بأن المسؤولين رفيعي المستوى في فريق ترامب قد وجّهوه إلى إجراء اتصالات مع الروس. في 16 فبراير 2018، مولر اتهم 13 روسيًا و 3 شركات روسية بمحاولة خداع الأمريكيين لاستهلاك الدعاية الروسية التي استهدفت المرشحة الديمقراطية هيلاري كلينتون
في 20 فبراير عام 2018، اتهم مولر المحامي أليكس فان دير زوان بإدلائه بتصريحات كاذبة في التحقيق الروسي.

## الحياة الشخصية
التقى مولر بزوجته المستقبلية، آن كابيل ستانديش، في حفل بمدرسة ثانوية عندما كانا في سن السابعة عشرة. حضر ستانديش مدرسة الآنسة بورتر في فارمنجتون، كونيتيكت، وكلية سارة لورانس، قبل أن يعمل كمدرس للتعليم الخاص للأطفال ذوي صعوبات التعلم. في سبتمبر 1966، تزوجوا في كنيسة سانت ستيفن الأسقفية في سيويكلي، بنسلفانيا. لديهم ابنتان وثلاثة أحفاد. ولدت واحدة من بناتهم مع السنسنة المشقوقة.
في عام 2001، تأخرت جلسات تعيين مولر في مجلس الشيوخ لترؤس مكتب التحقيقات الفيدرالي عدة أشهر في حين خضع لعلاج سرطان البروستاتا. تم تشخيصه في خريف عام 2000، تأجيله أداء اليمين كمدير لمكتب التحقيقات الفدرالي حتى تلقى تشخيصًا جيدًا من طبيبه.
على الرغم من رفع المشيخية، وأصبح الأسقفية في وقت لاحق في الحياة.

## مزيد من القراءة
- Graff، Garrett (1 أغسطس 2008). "The Ultimate G-Man: Robert Mueller Remakes the FBI". Washingtonian. مؤرشف من الأصل في 2019-11-15.
- Graff، Garrett (1 سبتمبر 2008). "Robert Mueller: Taking on the Terrorists". Washingtonian. مؤرشف من الأصل في 2019-04-17.
- Mayer، Jane (2009). [[The Dark Side|The Dark Side]]  [[d:Q1681286#sitelinks-wikipedia|[لغات أخرى]]]‏. راندوم هاوس. ISBN:978-0307456298. {{استشهاد بكتاب}}: تعارض مسار مع وصلة (مساعدة)
- Graff، Garrett (2011)، The Threat Matrix: Inside Robert Mueller's FBI and the War on Global Terror، لتل وبراون وشركاؤهما  [لغات أخرى]‏، ISBN:978-0316068611{{استشهاد}}:  صيانة الاستشهاد: علامات ترقيم زائدة (link)

## روابط خارجية
- Profile at the Federal Bureau of Investigation and staff
- مرات الظهور على سي-سبان
- روبرت مولر على موقع Charlie Rose
- روبرت مولر على موقع IMDb (الإنجليزية)
- روبرت مولر على موقع الموسوعة البريطانية (الإنجليزية)
- روبرت مولر على موقع مونزينجر (الألمانية)
- روبرت مولر على موقع ميوزك برينز (الإنجليزية)
- روبرت مولر على موقع إن إن دي بي (الإنجليزية)
- روبرت مولر على موقع كينوبويسك (الروسية)
- أخبار مُجمّعة وتعليقات عن روبرت مولر في موقع صحيفة نيويورك تايمز.